# Бијело Поље (Источна Илиџа)
Бијело Поље је урбано насеље и градска четврт Источног Сарајева, а налази се на територији општине Источна Илиџа. Кроз само насеље пролази централна градска саобраћајница и најдужа улица у граду, улица Војводе Радомира Путника која спаја насеље Враца у Општини Источно Ново Сарајево и насеље Кула у општини Источна Илиџа.Представља једно од централних општинских насеља, које се урбанизује у великој мјери захваљујући планској градњи и стварању нове градске цјелине. Припада насељеном мјесту Кула.
У периоду прије Одбрамбено-отаџбинског рата ово насеље у саставу јединствене општине Илиџа, је било изразито руралног типа, са мањим бројем стамбених објеката старосједилачких породица. 

## Положај
Насеље се налази у централном дијелу Источног Сарајева, а кроз насеље пролазе улица Војводе Радомира Путника, Равногорска и Касиндолског батаљона. Са источне стране насеља се налази насеље Доње Младице, са западне је насеље Доњи Которац, са сјеверне је Добриња I, док се насеље Кула налази на јужној страни.

## Карактеристике
Насеље Бијело Поље је дефинисано као урбано насеље, у ком је регулационим плановима Општине Источна Илиџа предвиђена градња већег броја вишепородичних стамбених објеката, док се у дијелу насеља које граничи са Добрињом I, налази мањи број породичних стамбених објеката старосједилачких породица.
За потребе православног становништва овог дијела илиџанске општине током 1939. године је изграђен парохијски дом, некон чега се требало приступити градњи храма. После ратних дешавања, парохијски дом је национализован од стране нове власти и претворен прво у радио станицу, а затим у школу. Објекат је постојао све до 2002. када је због дотрајалости и пренамјене саме парцеле срушен. 
Током 2024. године на територији Општине Источна Илиџа гради се гасоводни ток, а прва насеља која ће бити прикључена на гасовод су Капија Града и Бијело Поље. У насељу Бијело Поље, планирана је и изградња гасне станице.

## Становништво
| Демографија | Демографија | Демографија |
| Година      | Становника  | Становника  |
| ----------- | ----------- | ----------- |